# 刘世荣墓
刘世荣墓，位于中国广东省汕头市潮阳区城南街道凤南居委，现为潮阳区文物保护单位，类型为古墓葬，公布时间为1997年4月9日。
刘世荣墓的历史年代为宋代。